# Ptychomitrium polyphyllum
Ptychomitrium polyphyllum là một loài rêu trong họ Ptychomitriaceae. Loài này được (Sw.) Bruch & Schimp. mô tả khoa học đầu tiên năm 1837.